# Долна Бавария
Долна Бавария (на немски: Niederbayern) е един от седемте администратвни окръзи в Бавария, Германия.
Столица е Ландсхут.
Долна Бавария е разположена в източната част на страната и се граничи на север с Горен Пфалц, на североизток с Чехия (Южна Бохемия, регион Пилзен), на югоизток с Горна Австрия (Инфиртел, Мюлфиртел) и на югозапад с Горна Бавария. Названието „Niederbayern“ се появява за пръв път през 1255 г. при баварското разделяне на страната.
През Долна Бавария тече река Дунав и при Келхайм отклонението на Рейн-Майн-Дунав-канал.
Долна Бавария има площ от 10329.91 km² и 1189194 жители (към 31 декември 2009 г.).
Най-големите градове в Долна Бавария са:
- Ландсхут с 63.258 жители
- Пасау с 50.594 жители
- Щраубинг с 44.450 жители
- Дегендорф с 18.222 жители

В Долна Бавария се намират общо три висши учебни заведения:
- Университет Пасау (основан 1978)
- Университет по приложни науки Дегендорф (основан 1994)
- Hochschule Landshut (основан 1978)